# Чичуринский переулок
Чичу́ринский переулок — переулок в Калининском районе Санкт-Петербурга. Проходит от улицы Жукова до Лабораторной улицы. Первоначально проходил от Полюстровского проспекта до Лабораторной улицы, в 1947 году был продлён до улицы Жукова.
Был формально упразднён, восстановлен в статусе 7 июля 1999 года.

## История названия
Название известно с 1936 года. Согласно данным Топонимического портала Санкт-Петербурга, название переулка предположительно происходит от искаженной фамилии владельца дома на Полюстровском проспекте, 42 (не сохранился) Александра Ивановича Чечурина, смотрителя богадельни и убежища для детей Н. и М. Кузьминых. Здание богадельни (Кондратьевский проспект, 25) сохранилось, в настоящее время в нём размещается женская консультация № 10.
По другим сведениям, переулок получил своё название в 1910-е годы. Оно произошло от искаженной фамилии местных землевладельцев братьев Четчуевых (Чечуевых), сыновей купца 2-й гильдии, потомственного Почетного гражданина Ивана Егоровича (Евгеньевича) Четчуева (1828—1907), которые, выполняя волю отца, выделили землю из числа принадлежащих им участков под строительство храма. В 1908—1910 годах на месте нынешнего дома № 115 по проспекту Металлистов на их средства была выстроена церковь Покрова Пресвятой Богородицы. При церкви была устроена школа, получившая имя Четчуевых. Церковь была закрыта и разобрана в 1933 году, в настоящее время на её месте находится современное здание.

## Здания и сооружения

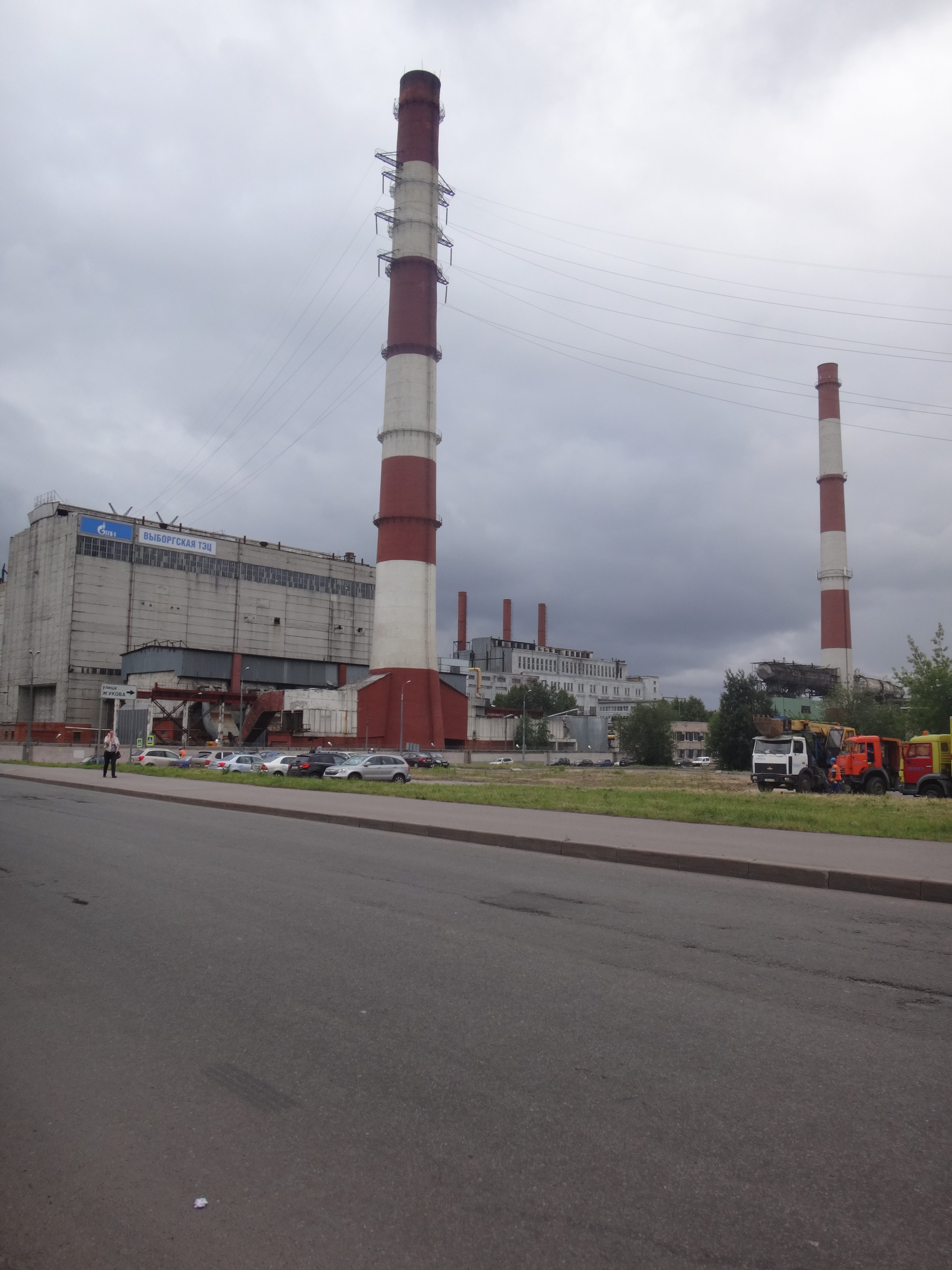
Вид на Выборгскую ТЭЦ от Чичуринского переулка

- Выборгская ТЭЦ (улица Жукова, д. 26) — у примыкания к улице Чичуринского переулка.
- Кондратьевский жилмассив (Кондратьевский проспект, д. 40). Построен в 1928—1931 годах на участке, ограниченном Кондратьевским проспектом, улицей Жукова, Чичуринским переулком и Полюстровским проспектом (архитекторы Г. А. Симонов, Л. М. Тверской, И. Г. Капцюг, Т. Д. Каценеленбоген). Первый в городе удачный опыт комплексной поквартальной застройки, памятник конструктивизма. Непосредственно в Чичуринский переулок выходят корпуса 12 и 14 Кондратьевского жилмассива.

 Объект культурного наследия народов РФ регионального значения. Рег. № 781620568840005 (ЕГРОКН). Объект № 7830660000 (БД Викигида)
- Технический колледж управления и коммерции (Кондратьевский проспект, д. 46) — напротив примыкания переулка к Лабораторной улице.

## Транспорт
Движение общественного транспорта по переулку не осуществляется. Ближайшая станция метрополитена — «Площадь Ленина».

## Пересечения
- Улица Жукова (примыкание)
- Полюстровский проспект
- Лабораторная улица (примыкание)